# デビルド・エッグ
デビルド・エッグ（Deviled Eggs）は、ゆで卵の殻を剥いて半分に切り、黄身を取り出してマヨネーズやマスタードなどを混ぜたペーストにして、それを白身の窪みに詰めた料理である。一般的には、冷やしてパーティーなどでオードブルとして提供される。この料理の起源は味付けしたゆで卵に見ることができる。古代ローマではそのようなゆで卵が伝統的にコースの最初の料理として提供されていた。ヨーロッパや北米で人気のある料理である。

## 歴史
デビルド・エッグの起源は古代ローマに遡る。古代ローマでは、ゆで卵をスパイシーなソースで味付けして、パーティーの前菜として提供していた。古代ローマの富裕層にとって、客人をもてなす際に卵を出すことは非常に一般的であり、「食事の最初から最後まで」を意味する"ab ova usque ad mala"（直訳すると「卵から林檎まで」）という言葉もあった。
ハーブやチーズ、レーズンなどを詰めたゆで卵のレシピは、中世ヨーロッパの料理書にも見られる。
詰め物をした卵の最古のレシピは、13世紀にスペインのアンダルシア地方で書かれたもので、現代のデビルド・エッグに最も近いものであると考えられている。13世紀のアンダルシア地方の無名の料理本に掲載されていたレシピの英訳によると、ゆで卵の黄身に胡椒、コリアンダーの葉と実、玉ねぎの汁を混ぜ、ムリ（大麦と魚を発酵させたソース）、油、塩を加えてかき混ぜたものを卵白のくぼみに詰め、半分に切った卵を元の形にして小さな棒で留め、胡椒をかけて完成させる。
デビルド・エッグのアメリカでの最古のレシピは、1877年にアラバマ州モンゴメリーの地方新聞である『モンゴメリー・アドバタイザー』に掲載された。デビルド・エッグにマヨネーズを使うことを提案した最初のレシピは、1896年に出版されたファニー・ファーマーの『ボストン・クッキング・スクール・クック・ブック』という料理本に掲載されたものである。この初期のレシピでは、マヨネーズは黄身を混ぜた物のつなぎとして推奨されていた。

## 製法と材料

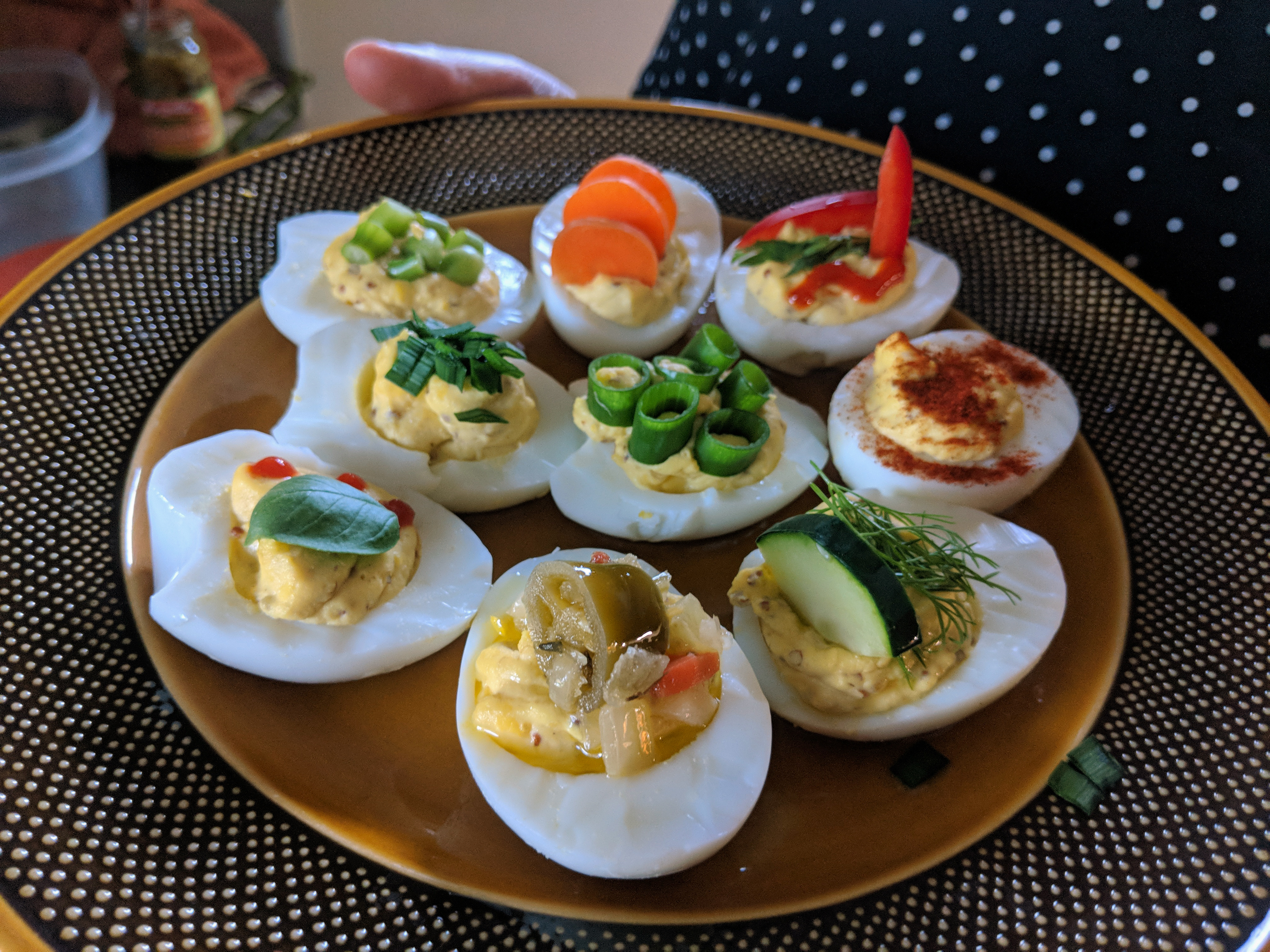
盛り付けたデビルド・エッグ

冷やした固ゆで卵の殻をむき、半分に切って黄身を取り出す。黄身をつぶし、様々な材料と混ぜ合わせる。通常は、バター、生クリーム、マヨネーズなどの脂肪分を含む材料に、味や食感を変えるためにスパイスなどを加える。古典的なレシピの一つでは、卵黄をマヨネーズ、ディジョンマスタード、酢、ピクルスレリッシュ、塩、胡椒と一緒に潰す。この黄身を混ぜたものを、白身にできた黄身が入っていた窪みに詰める。
材料の選択は様々で、特に決まった標準的なレシピは存在しない。マヨネーズが一般的だが、バターを使うレシピもあるし、酸味のあるピクルスの代わりに甘いピクルスレリッシュを使うこともある。

## 各国のデビルド・エッグ

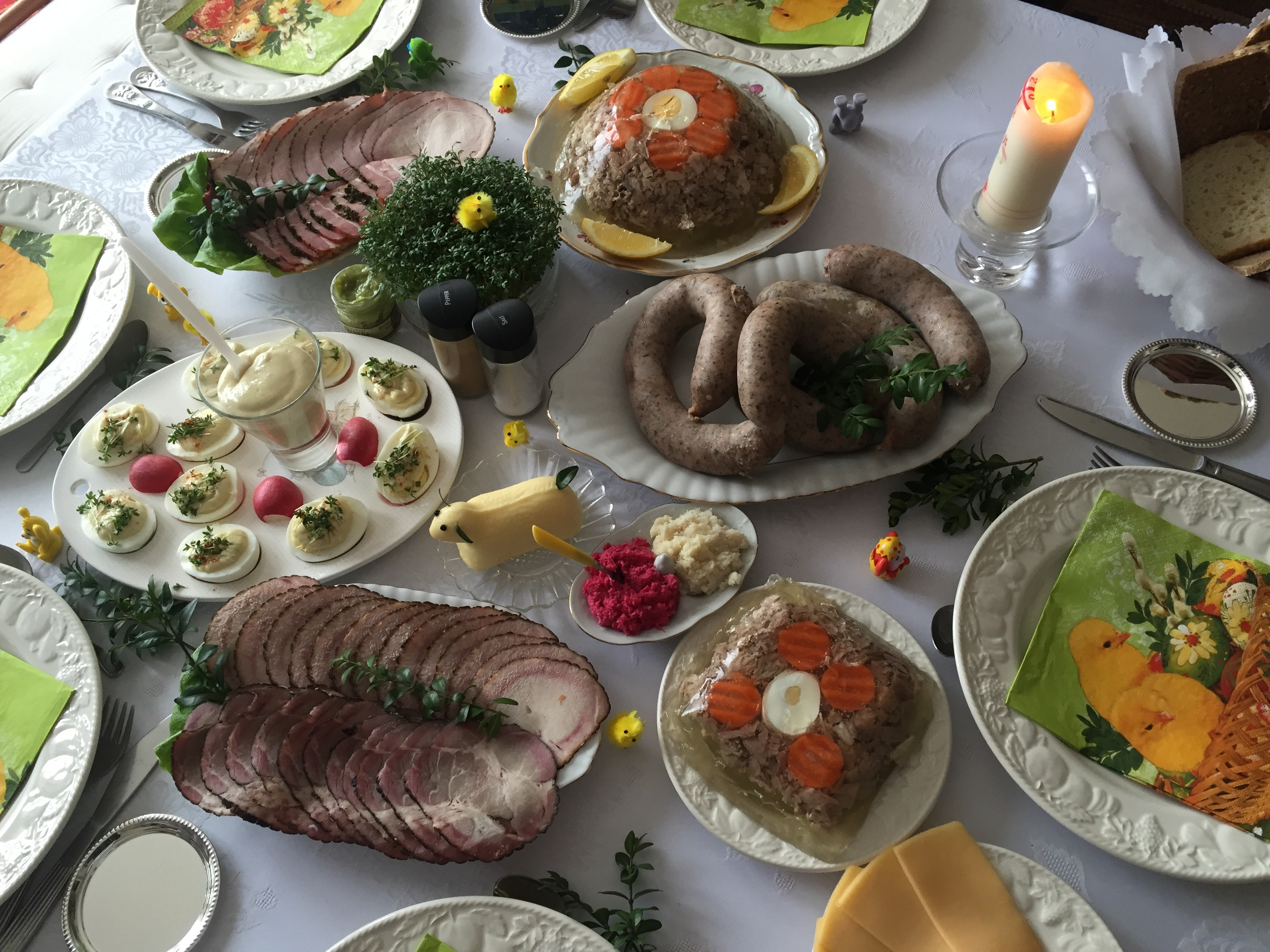
ポーランドの家庭のイースターの朝食に出されたデビルド・エッグ

アメリカでは、デビルド・エッグは一般的な料理で、集会やパーティーの際にオードブルや前菜として出されることが多い。ゆで卵を冷まし、殻を剥いてから半分に切る。黄身を取り出し、マヨネーズ、マスタード、ビネガー、ピクルス、香辛料、ハーブなどの材料と混ぜ合わせる。これを滑らかなペースト状にして、白身の中に詰める。冷やして食べるのが一般的で、パプリカをまぶして食べることが多い。デビルド・エッグは、1920年代のアメリカで人気のある料理だった。1923年、ワンダ・バートンは新聞のコラム「ホームメイキング・ヘルプ」で、「ゆで卵やデビルド・エッグを運ぶのに適している」という理由で、卵のパックを取っておくことを提案していた。1940年代までに、デビルド・エッグはアメリカのピクニックやパーティー、集会での定番料理になっていた。2019年にマコーミック社が実施したアンケート調査によると、同年のイースターにデビルド・エッグを作る、もしくは食べることを予定しているアメリカ人は約61%だった。
ヨーロッパの多くの国、特にベルギー、フランス、オランダ、ドイツでは、「ロシアの卵」を意味する言葉で呼ばれ、少し違うバージョンのものが提供されている。これは、卵を半分に切って、野菜のマチェドニア（マセドワーヌ）を添え、マヨネーズ、パセリ、トマトをあしらったものである。
フランスでは"œuf mimosa"（ミモザの卵）と呼ばれ、ミモザ（フサアカシア）の外観から命名されている。ハンガリーでは"töltött tojás"（詰め物をした卵）または"kaszinótojás"（カジノの卵）という。ルーマニアでは"ouă umplute"、ポーランドでは"jajka faszerowane"、オランダでは"gevuld ei"、スウェーデンでは"fyllda ägg"、マルタ島では"bajd mimli"といい、いずれも「詰め物をした卵」の意味である。南米の一部では"huevos a la peruana"（ペルーの卵）と呼ばれている。
スウェーデンでは、デビルド・エッグ(Fyllda Ägghalvor)は、イースターのスモーガスボードの伝統的な料理で、黄身を魚卵、クリームまたはサワークリーム、刻んだ赤たまねぎと混ぜ合わせ、刻んだチャイブまたはディルで飾り、アンチョビまたはニシンのピクルスを添える。フランス料理では、その他の材料としてコショウとパセリが使われることが多い。ハンガリー料理では、黄身をすりつぶして、牛乳に浸した白パン、マスタード、パセリと混ぜ合わせ、マヨネーズを添えて前菜として、あるいはハンガリー産サワークリームをトッピングしてオーブンで焼き、フレンチフライを添えてメインディッシュとして出されることが多い。ドイツ料理においてよく使われる黄身の味付けは、アンチョビ、チーズ、ケッパーである。

## 名称
食べ物に対する「デビルド」(deviled)という言葉は、18世紀には使われており、1786年の印刷物に登場例がある。19世紀になると、黄身の中にマスタードやコショウなどを詰めた卵など、スパイシーで刺激的な食べ物にこの言葉がよく使われるようになった。「デビル」（悪魔）という言葉をスパイスの効いた食べ物に使う例としては、デビルド・ハム（アメリカのウィリアム・アンダーウッド社が販売するハム。悪魔の絵がパッケージに描かれている）やフラ・ディアヴォロ（イタリアのトマトソースの一種）などがある。
アメリカ南部や中西部の一部では、スタッフド・エッグ（stuffed egg）、サラダ・エッグ(salad egg)、ドレスド・エッグ（dressed egg）と呼ばれている。